# Dirphya bicoloricornis
Dirphya bicoloricornis là một loài bọ cánh cứng trong họ Cerambycidae.